# Janier Acevedo Calle
Janier Alexis Acevedo Calle (Caramanta, Antioquia, 6 de desembre de 1985) és un ciclista colombià professional des del 2011 i actualment a l'equip UnitedHealthcare. Del seu palmarès destaca la victòria final a la Volta a Costa Rica i diferents victòries d'etapa. També es va classificar 1r a l'UCI Amèrica Tour de 2013.

## Palmarès
- 2009
  - 1r a la Volta a Costa Rica i vencedor de 2 etapes
- 2010
  - Vencedor d'una etapa de la Volta a Guatemala
- 2011
  - Vencedor d'una etapa del Tour de Utah
- 2013
  - 1r a l'UCI Amèrica Tour
  - 1r a la San Dimas Stage Race
  - Vencedor d'una etapa del Tour de Gila
  - Vencedor d'una etapa de la Volta a Califòrnia
  - Vencedor d'una etapa de l'USA Pro Cycling Challenge
- 2016
  - 1r a la San Dimas Stage Race i vencedor d'una etapa
  - Vencedor d'una etapa del Joe Martin Stage Race

### Resultats al Tour de França
- 2014. Abandona (13a etapa)

### Resultats al Giro d'Itàlia
- 2015. 120è de la classificació general